# The Best Buono!
『The Best Buono!』（ザベストボーノ!）は、Buono!のベスト・アルバム。2010年8月10日発売。発売元はポニーキャニオン。

## 概要
- Buono!初のベストアルバム。初回盤はCD2枚に特典DVD1枚がついた3枚組。通常版はCD1枚のみ。
- これまでに発売されたシングルA面曲と、オリジナルアルバム収録曲の中から選曲された楽曲で構成されている。シングル曲では4th「ガチンコでいこう!」と、6th「co・no・mi・chi」は収録されていない。また、初回限定盤に付属のDisc2は、これまでに発売された全シングルのカップリング曲を収録している。
- リマスタリングはドン・バートリーが担当。

## 収録曲

### Disc1
1. We are Buono!〜Buono!のテーマ♡
（作詞・作曲・編曲:AKIRASTAR）
3rdアルバム「We are Buono!」収録。
最後の鈴木愛理の台詞はカットされている。
2. 恋愛♥ライダー
（作詞：岩里祐穂、作曲：AKIRASTAR、編曲：西川進）
2ndシングル。
3. Bravo☆Bravo
（作詞：三浦徳子、作曲：つんく、編曲：西川進）
9thシングル。
4. 消失点-Vanishing Point-
（作詞：川上夏季、作曲：崎谷健次郎、編曲：佐久間誠）
2ndアルバム「Buono!2」収録。
5. ホントのじぶん
（作詞：岩里祐穂、作曲：木之下慶行、編曲：西川 進）
1stシングル。
6. Take It Easy!
（作詞：三浦徳子、作曲：つんく、編曲：西川進）
8thシングル。
7. Kiss!Kiss!Kiss!
（作詞：岩里祐穂、作曲：井上慎二郎、編曲：西川進）
3rdシングル。
8. ロックの神様 (2010 mix version)
（作詞：岩里祐穂、作曲・編曲：AKIRASTAR）
1stアルバム「Café Buono!」収録曲のリミックス。
9. I NEED YOU
（作詞：岩里祐穂、作曲：AKIRASTAR、編曲：西川進）
2ndアルバム「Buono!2」収録。
10. ロッタラ ロッタラ
（作詞：岩里祐穂、作曲：井上慎二郎、編曲：西川進）
5thシングル。
11. MY BOY
（作詞：三浦徳子、作曲：つんく、編曲：西川進）
7thシングル。
12. Café Buono!
（作詞：川上夏季、作曲・編曲：木之下慶行）
1stアルバム「Café Buono!」収録。
13. 泣き虫少年 (2010 mix version)
（作詞：岩里祐穂、作曲・編曲：AKIRASTAR）
1stアルバム「Café Buono!」収録曲のリミックス。
14. Blue-Sky-Blue
（作詞:川上夏季、作曲:ムラマツテツヤ、編曲:西川進）
3rdアルバム「We are Buono!」収録。
15. Our Songs
（作詞：三浦徳子、作曲：つんく、編曲：西川 進）
10thシングル。
16. Last Forever (2010 mix version)
（作詞：川上夏季、作曲・編曲：西川 進）
1stアルバム「Café Buono!」収録曲のリミックス。
17. OVER THE RAINBOW
（作詞：岩里祐穂、作曲：Gajin、編曲：佐久間誠）
2ndアルバム「Buono!2」収録。
18. カタオモイ。
（作詞:川上夏季、作曲・編曲:AKIRASTAR）
3rdアルバム「We are Buono!」収録。
19. ゴール
（作詞：AKIRASTAR、岩里祐穂、作曲：AKIRASTAR、編曲：AKIRASTAR・井上慎二郎）
2ndアルバム「Buono!2」収録。

### Disc2（初回限定盤）
1. こころのたまご
（作詞：川上夏季、作曲：ムラマツテツヤ、編曲：安部潤）
1stシングル「ホントのじぶん」カップリング。
2. じゃなきゃもったいないっ!
（作詞：川上夏季、作曲：小林哲也、編曲：知野芳彦）
2ndシングル「恋愛♥ライダー」カップリング。
3. みんなだいすき
（作詞：C.Piece、作曲：AKIRASTAR、編曲：安部潤）
3rdシングル「Kiss!Kiss!Kiss!」カップリング。
4. れでぃぱんさぁ
（作詞：川上夏季、作曲：杉浦"ラフィン"誠一郎、編曲：大久保薫）
4thシングル「ガチンコでいこう!」カップリング。
5. マイラブ
（作詞：岩里祐穂、作曲・編曲：井上慎二郎）
5thシングル「ロッタラ ロッタラ」カップリング。
6. 無敵の∞Power
（作詞：川上夏季、作曲：オオヤギヒロオ、編曲：木之下慶行）
6thシングル「co・no・mi・chi」カップリング。
7. ワープ!
（作詞：川上夏季、作曲・編曲：木之下慶行）
7thシングル「MY BOY」カップリング。
8. キライスキダイキライ
（作詞：川上夏季、作曲：生田真心、編曲：井上慎二郎）
8thシングル「Take It Easy!」カップリング。
9. -Winter Story-
（作詞：川上夏季、作曲：AKIRASTAR、編曲：AKIRASTAR・井上慎二郎）
9thシングル「Bravo☆Bravo」カップリング。
10. MIRACLE HAPPY LOVE SONG
（作詞：C.Piece、作曲・編曲：AKIRASTAR）
10thシングル「Our Songs」カップリング。

### DVD（初回限定盤）
1. Buono!3時のおやつ争奪 ババ抜き対決
2. ジャケット撮影・ババ抜き撮影メイキング